# Manzanares (ort)
Manzanares är en ort i Colombia.   Den ligger i departementet Caldas, i den centrala delen av landet, 140 km nordväst om huvudstaden Bogotá. Manzanares ligger 2 415 meter över havet och antalet invånare är 16 278.
Terrängen runt Manzanares är bergig åt nordväst, men åt sydost är den kuperad. Terrängen runt Manzanares sluttar brant österut. Runt Manzanares är det ganska tätbefolkat, med 214 invånare per kvadratkilometer. Manzanares är det största samhället i trakten. I omgivningarna runt Manzanares växer i huvudsak städsegrön lövskog.